# SPKI
Prosta Infrastruktura Klucza Publicznego (SPKI) (ang. Simple Public Key Infrastructure) – architektura certyfikatów klucza publicznego skupiająca się na potwierdzeniu uprawnień podmiotu certyfikatu.
Architektura SPKI została stworzona w połowie lat 90. jako alternatywa dla dominujących wówczas systemów PGP i X.509, które twórcy SPKI uważali za zbyt skomplikowane (zwłaszcza X.509) do powszechnych zastosowań i poświęcające zbyt wiele uwagi tożsamości podmiotu zamiast jego uprawnień.
W 1996 roku elementy wczesnych wersji SPKI zostały wykorzystane w zbliżonym projekcie SDSI (Simple Distributed Security Infrastructure).
W 1999 roku SPKI i SDSI 2.0 zostały opublikowane łącznie w standardach RFC 2693 i RFC 2692.

## Certyfikaty
Certyfikaty SPKI zapisywane są w notacji S-wyrażeń (S-expressions) znanej z języka Lisp. Przykład certyfikatu SPKI zawierającego zobowiązanie podwykonawcy identyfikowanego przez skrót MD5 kuX... na sumę 50 tys. USD płatne zleceniodawcy 1r8... w razie niewypełnienia kontraktu gPA... do daty podanej w atrybucie not-after. Zobowiązanie jest poświadczone przez podmiot u2k..., trzecią stronę, której ufają obaj kontrahenci.
```
(
cert

(
issuer
 
(
hash
 
md5
 
|u2kl73MiObh5o1zkGmHdbA==|
))

(
subject
 
(
keyholder
 
(
hash
 
md5
 
|kuXyqx8jYWdZ/j7Vffr+yg==|
 
)))

(
tag
 
(
insured
 
"50000"
 
USD
)
 
(
to
 
(
hash
 
md5
 
|1r8ICXryJw6v/B4MQdTU/Q==|
))

(
for
 
"Failure to perform under contract (on file): "

(
hash
 
md5
 
|gPA50iM6yETsixLgo2kVlA==|
)))

(
not-after
 
"2003-01-01_00:00:00"
)

)

```

Certyfikaty SPKI mogą przenosić podobną informację jak certyfikaty atrybutu w X.509.

## Zastosowania
Autoryzacja za pomocą certyfikatów SPKI była stosowana w systemie HP E-Speak. Również specyfikacja UPnP do celów autoryzacji urządzeń posługuje się SPKI, z certyfikatami kodowanymi w XML zamiast klasycznych S-wyrażeń.